# Nicolás Biglianti
Nicolás Fernando Biglianti Ruiz (Progreso, Canelones, Uruguay, 18 de octubre de 1974) es un futbolista uruguayo. Jugaba de arquero, actualmente es Director Técnico de Primera División del Club Darling en la Liga Departamental de Canelones.

## Trayectoria
Debutó con Liverpool Fútbol Club y siempre se movió en el medio local jugando en cinco cuadros distintos en siete años.
En el año 2008, luego de una gran campaña con el vicecampeón del Torneo Apertura de Uruguay con Rampla Juniors, emigró al Aurora de Bolivia donde tan solo estuvo tres semanas por incumplimiento de pagos del club. En su vuelta a Uruguay se disponía a encarar la temporada entrante en el arco de Rampla Juniors hasta que a horas del final del período de pases del fútbol uruguayo, el Club Atlético Peñarol lo contrató por la lesión de su arquero titular, Damián Frascarelli. 
Días después de su llegada al club y habiendo jugado tan solo dos partidos (triunfo del Club Atlético Peñarol 2:1 sobre Central Español y empate 2:2 ante Club Atlético River Plate) se quebró la mano derecha y quedó al margen de casi todo el Torneo Clausura 2008 dejándole el puesto a Gonzalo Salgueiro. Su vuelta no se efectuó hasta la última fecha del torneo en el partido contra su exequipo, Rampla Juniors el 2 de junio de 2008. En esa oportunidad Peñarol ganó 5:0 y Biglianti mantuvo su valla invicta.

## Clubes
| Club                           | País    | Año          |
| ------------------------------ | ------- | ------------ |
| Liverpool                      | Uruguay | 1997-2004    |
| Central Español                | Uruguay | 2005-2006    |
| Fénix                          | Uruguay | 2007         |
| Rampla Juniors                 | Uruguay | 2007 (julio) |
| Peñarol                        | Uruguay | 2008         |
| Atenas                         | Uruguay | 2009         |
| San Francisco                  | Uruguay | 2011         |
| Plaza Colonia                  | Uruguay | 2011         |
| Institución Atlética Río Negro | Uruguay | 2013         |
| Club Atlético Juanicó          | Uruguay | 2015–2016    |